# 成田万寿美
成田 万寿美（なりた ますみ、1956年11月29日 - ）は、ビジネス＆パーソナルコーチ。以前はタレント、フリーアナウンサー、パーソナリティとして活躍した。大阪府出身。パールハーパープロダクション所属。

## 来歴
リクルート退社後、1985年、読売テレビの平日夕方のニュース番組『ニュースワイド TODAY』のキャスターに転身。その後、『金子信雄の楽しい夕食』のアシスタントとして大人気となったが、1995年、金子信雄の死去とともに番組が終了。成田も芸能界から遠ざかった。
35歳で離婚しており、2017年時点では独身で一人暮らし。
鼻づまりと鼻血が1年続いたことから精密検査を受けたところ、2015年、5度目の検査で悪性リンパ腫と診断された。左鼻の奥に悪性腫瘍が発見されたという。5年生存率6割の重い病であったが、発症2年後の検査でガン細胞が発見されず、悪性リンパ腫は克服された。

## 出演したテレビ番組
- ニュースワイド TODAY（読売テレビ）
- これが問題!土曜8時（同上）
- 金子信雄の楽しい夕食（ABC）
- ワイドABCDE〜すリポーター（同上）
- スーパーJチャンネルリポーター（テレビ朝日）など
- 立原啓裕 噂のダイヤル1008（ABCラジオ）
- 昼ドキ!ワイド1008（ABCラジオ）

それ以降もラジオパーソナリティー、イベント司会などで活躍。